# Juiverie de Sagonte
La Juiverie de Sagonte est l'ancien quartier juif de Sagonte (actuellement dans la province de Valence, en Espagne).

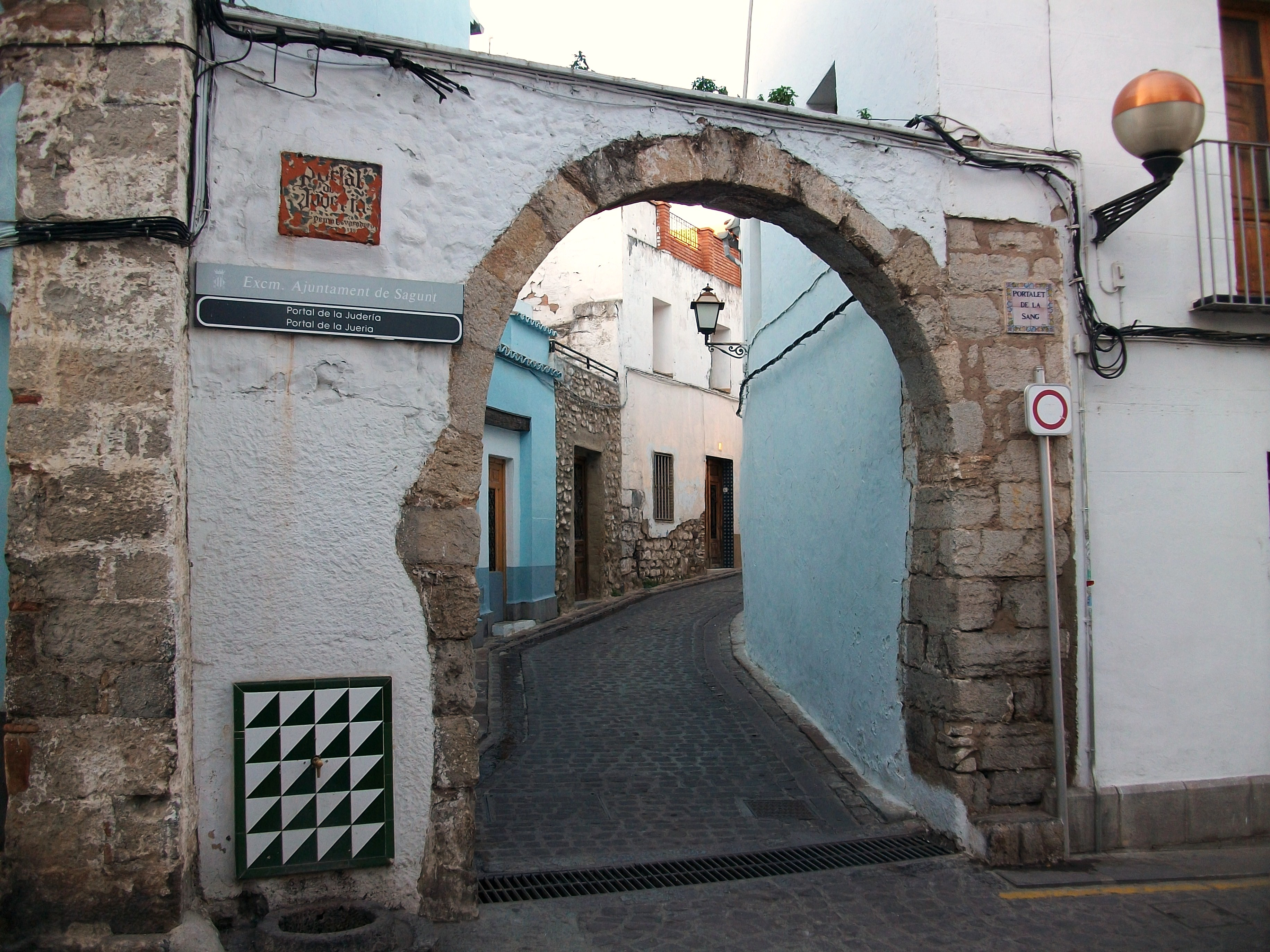
Portalet de la Jueria o de la sang

## Histoire
La présence hébreu à Sagonte est très ancienne. À partir des inscriptions trouvées dans des plombs, on peut la dater dès la fin du Ier siècle ou début du IIe. Ce sont probablement les documents les plus anciens constatant la présence juive dans la péninsule Ibérique, peut-être conséquence de la diaspora après la conquête romaine de la Palestine et la destruction du temple de Salomon à Jérusalem (année 70).
On connaît très peu sur les hébreux de Morvedre pendant la période islamique. Quoi qu’il en soit, il faut tenir en compte qu’ils jouissaient d’une protection particulière, en tant que dhimmis, pouvant pratiquer librement leur religion et vivre avec leurs propres normes, à condition de ne pas porter atteinte à l’Islam.
C’est au XIIIe siècle qu’on peut parler de la juiverie sagontine. À partir des conquêtes de Jacques Ier, notamment celle de Valence en 1238, on assiste à l’arrivée des familles juives dans le nouveau royaume, en provenance d’Aragon et de Catalogne. En effet, le roi stimula l’installation des juifs dans le territoire récemment conquis, en leur octroyant des terres, des maisons, et toute une série de privilèges royaux. Ainsi donc, ils collaborèrent au repeuplement des terres, et à Morvedre ils étaient démographiquement importants afin de constituer une aljama, ou entité administrative propre.
L’importance de la communauté juive se manifeste dans le fait que plusieurs juifs ont des responsabilités publiques et des postes dans l’administration, surtout pendant le règne de Jacques Ier. Proches du pouvoir royal, ils étaient, aux yeux des rois, des administrateurs efficaces, et reçurent une protection particulière de leur part, des privilèges et certaines franchises. Toutefois, en 1283 Pierre III d’Aragon interdit aux juifs l’exercice des charges publiques.
Les activités des juifs sagontins étaient essentiellement urbaines, la plupart pratiquaient des activités artisanales ou commerciales. A Morvedre étaient célèbres les orfèvres, spécialement ceux qui travaillaient l’argent.
La cohabitation entre communautés ne fut pas toujours pacifique, et les tensions montèrent surtout au XIVe siècle. Les difficultés du XIVe (peste, crise économique, etc.) ont aggravé les tensions sociales et l’antisémitisme et ce malgré une politique protectionniste de la part des rois successifs.
C’est pour des raisons de sécurité, mais aussi pour garantir leur isolement et préserver leur identité qu’en 1321, sur la demande de l’aljama de Morvedre, le roi Jacques II octroie la permission de construire un mur d’enceinte pour les séparer du reste de la ville.  Dans les faits, il s’agissait simplement de boucher les rues d’accès au quartier, ne laissant que quelques passages. Aujourd’hui on conserve une des portes d’entrée, le Portalet de la Jueria.

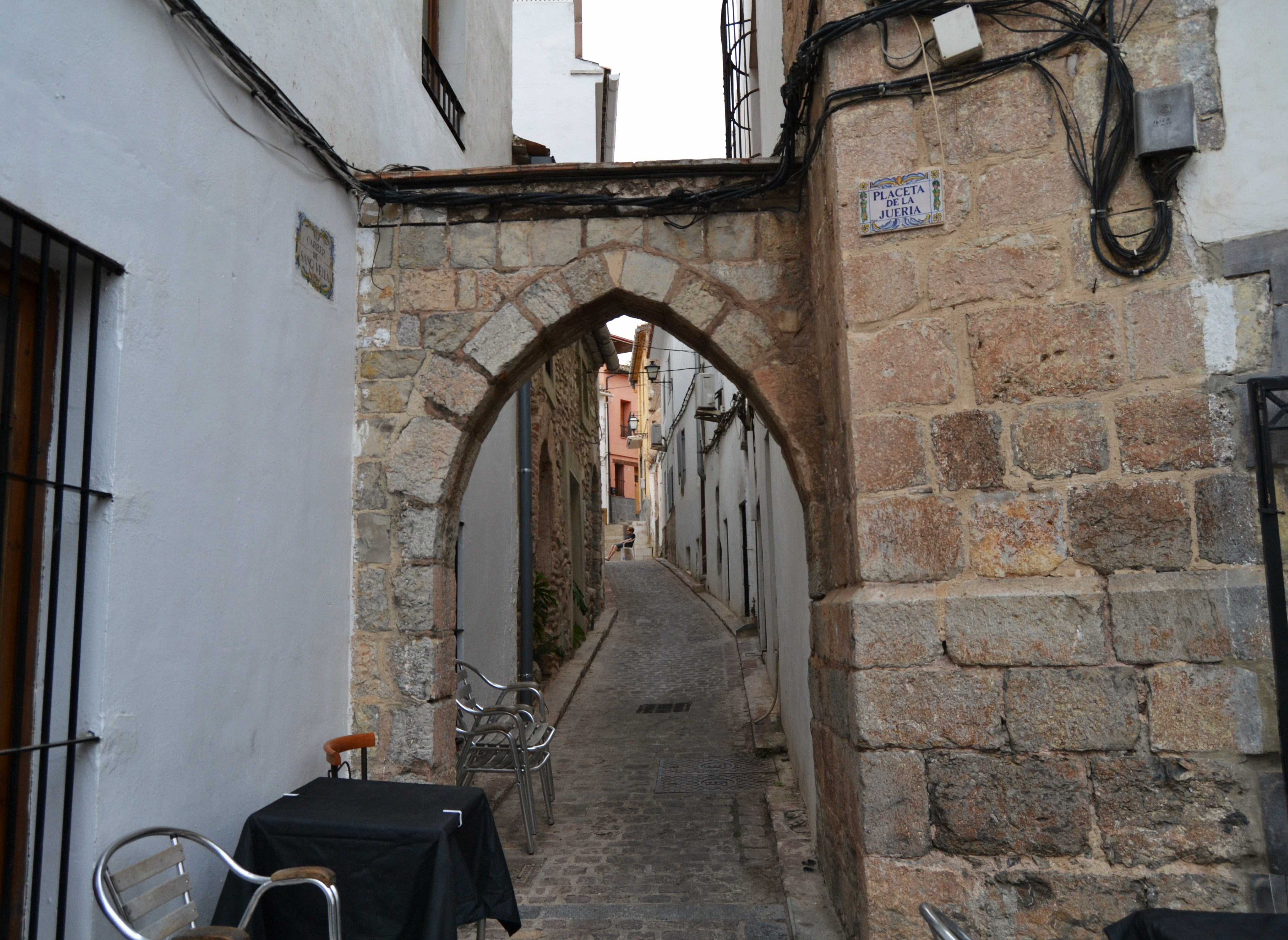
Arc à l'entrée de la rue Sang vella, sur la petite place de la Juiverie

En 1348  les "unionistes" de Valence prennent d’assaut Sagonte et pillent la juiverie. Et en 1363, lors de la guerre contre Castille ou guerre des Deux Pierre,  la juiverie est à nouveau l’objet de pillage et destruction.
Les tensions atteindront son degré maximum en 1391, lorsqu’en juillet il y a des attaques et des persécutions généralisées dans la plupart des juiveries de la péninsule Ibérique. Celle de Valence, la plus importante du royaume, est complètement détruite et sa population est forcée à se convertir massivement au christianisme. Or l’aljama de Morvedre constitue l’exception, car les autorités municipales la protègent, quoique les juifs doivent chercher refuge dans la forteresse de la ville,. Grâce à sa préservation, elle garde aujourd’hui le tracé original des rues et quelques autres éléments visibles.
C’est à partir de tels évènements, et de la destruction de celle de Valence, que la juiverie de Sagonte devient la principale du royaume, et elle attire des juifs rescapés d’autres villes.

### L'expulsion
Le 31 mars 1492 les Rois catholiques signaient l’édit d’expulsion des juifs des couronnes de Castille et d’Aragon. Quelque 700 juifs de Sagonte, ce qui suppose un tiers de sa population, devront quitter le pays avant le 31 juillet de cette année-là. Ils quittèrent la péninsule -avec d’autres juifs du territoire valencien et ceux en provenance d’Aragon- depuis le port de Sagonte, à destination principalement de l’Italie et du nord de l’Afrique.

## Situation
La juiverie se situe dans la partie haute de la ville, sur le chemin menant aux fortifications, et a pour limite méridionale le théâtre romain. Le quartier comprenait le périmètre des actuelles rues du Teatre romà par l’ouest, de Mossèn Gaspar Batalla, par le nord, et rue del Castell par l’est. Dans cette dernière se situe le portail d’accès, le Portalet de la Jueria ou Portalet de la sang. Il s’agit d’un arc en plein cintre donnant accès a l’ensemble urbain. Après 1391 et l'arrivée d'autres familles, le quartier s'agrandit vers l'est, de l'autre côté de la rue del Castell.

## Éléments remarquables
La topographie urbaine conserve pratiquement le même tracé de l’époque médiévale, avec ses ruelles irrégulières, ses impasses et ses petites places. On peut apprécier encore aujourd'hui quelques éléments de la présence juive :

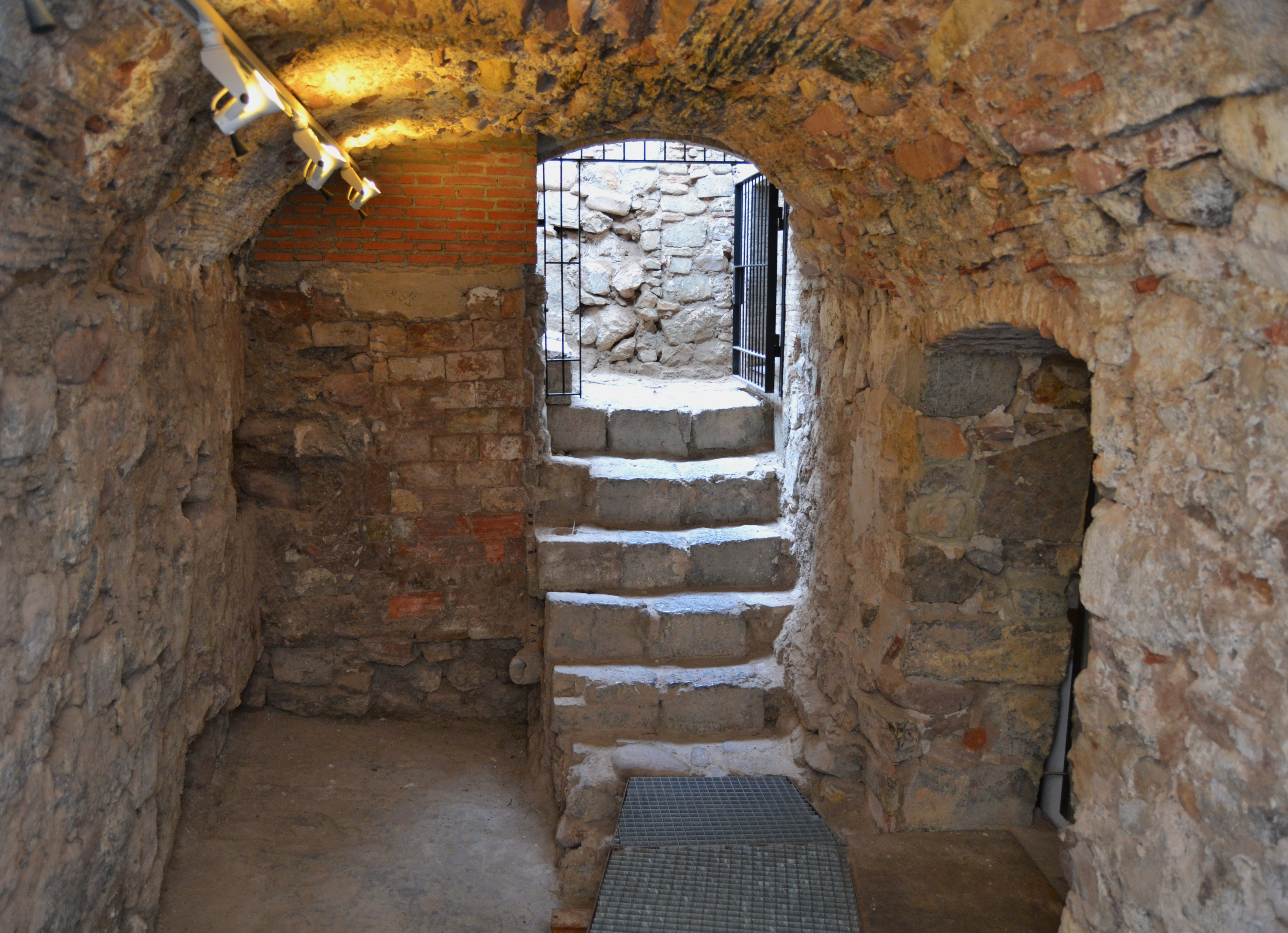
Mikvé de Sagonte

- Synagogue : aujourd'hui disparue, on a trouvé des vestiges sous les habitations de la rue Sang vella. À son tour, elle occupait l'espace d'une partie de l'ancien temple de Diana, dont on conserve un des murs[1].
- Tour de défense : datant probablement de 1366, elle se situe au début de la rue del Castell. C'est la seule tour à l'intérieur de la ville, fait qui expliquerait son rôle défensif de la juiverie[5].
- Mikvé ou bain rituel : c'est une petite salle voûtée à côté de la synagogue. On y accède en descendant quelques marches et on peut voir l'entrée de l'eau venant d'une citerne qui récupérait l’eau de pluie[1].
- Mezouzah : sur le pied-droit ou montant droit de la porte d'entrée d'une maison, rue del Castell, on trouve le creux destiné à accueillir le cylindre avec la mezouzah[5].
- Nécropole : elle se situe devant l'ancienne tour ibérique, sur le chemin d'entrée à la forteresse. Le cimetière est le seul dont on connaît bien l’emplacement et qui a été bien étudié. Les sépultures sont individuelles, en forme de trapèze et orientation nord-sud, la tête vers le sud. Avec les corps on a trouvé divers objets (bracelets, boucles d’oreille) en or et en argent[5].